# Гель для душа
Гель для душа, гель для мытья тела — общий термин для жидких продуктов, используемых для мытья тела. Большинство коммерческих гелей для душа не содержат мыла в техническом смысле, хотя в просторечии их иногда называют «мыло». Гель для душа / мытья тела представляет собой эмульсию воды и моющего средства (полученного из нефти), как правило с добавлением ароматизаторов, используемого в качестве очищающего средства для кожи в душе или ванне. Гель для душа имеет преимущества по сравнению с мылом, так как он меньше раздражает кожу, мылит лучше при использовании жёсткой воды и не оставляет ничего на коже или в ванне после использования.

## История
Гели для душа появились в 1970-х годах; прародителем их является жидкое мыло.

## Свойства
Гели для душа доступны в различных цветах и ароматах. Практически все гели для душа на рынке сегодня соответствуют pH кожи. В состав некоторых гелей для душа входят настои трав, а некоторые производители утверждают, что их гели могут быть использованы для ароматерапии. Мужские гели для душа могут содержать в своём составе ментол, который даёт охлаждающее и стимулирующее ощущение на коже, и многие мужские гели для душа также разработаны специально для использования в качестве шампуня, и, таким образом, более удобны в использовании.
Гели для душа содержат более мягкие основы чем шампуни и, таким образом, более рН-дружественны к коже; большинство из них также содержат нежные кондиционирующие агенты в формуле. Это означает, что гели для душа можно использовать и в качестве эффективного и вполне приемлемого заменителя шампуня, даже если производитель об этом не упомянул. Мытьё волос с гелем для душа должно дать примерно тот же результат, что и использование увлажняющего шампуня. Так же в гель для душа входят консерванты, необходимые для того, чтобы косметика как можно дольше сохраняла свои качества. В роли консервантов выступают парабены, бензоаты, натуральные масла, обладающие антисептическим действием.

## Маркетинг
Многие из гелей для душа продаются непосредственно для детей, как шампуни и пены для ванны. Они часто имеют «детские ароматы», такие как фруктовые ароматы, ароматы печенья и сладкой ваты. На бутылках многих производителей используются популярные персонажи из детских телепередач или кино. Как и в случае геля для мужчин, они часто, хотя и не всегда, специально разработаны для использования также в качестве шампуня и кондиционера. Они также часто содержат нежные ингредиенты, предназначенные для молодой кожи.